# Cleveland Browns 1978
La stagione 1978 dei Cleveland Browns è stata la 29ª della franchigia nella National Football League. La squadra concluse con un record di 8-8, terminando terza nella AFC Central division e mancando l'accesso ai playoff per il sesto anno consecutivo sotto la direzione del nuovo capo-allenatore Sam Rutigliano. Nel primo giro del draft i Browns due future colonne della squadra come il difensore Clay Matthews e il tight end Ozzie Newsome.

## Roster
| Roster dei Cleveland Browns nel 1978 |
| --- |
| Quarterback - 17 Brian Sipe - 15 Mark Miller Running Back - 23 Larry Collins - 35 Calvin Hill - 30 Cleo Miller FB - 34 Greg Pruitt - 43 Mike Pruitt FB - 26 Tom Sullivan Wide Receiver - 83 Ricky Feacher - 85 Dave Logan - 33 Reggie Rucker - 89 Keith Wright KR/PR Tight End - 82 Ozzie Newsome - 84 Gary Parris - 81 Oscar Roan Offensive Linemen - 69 Leo Biedermann T - 62 George Buehler G - 63 Barry Darrow T - 54 Tom DeLeone C - 73 Doug Dieken T - 61 Greg Fairchild G - 68 Robert Jackson G - 65 Henry Sheppard G - 79 Gerry Sullivan G/C - 51 Leo Tierney C Defensive Linemen - 66 Earl Edwards DT - 64 Joe Jones DE - 70 Mack Mitchell DE - 72 Jerry Sherk DT - 78 Mickey Sims DT - 74 Mike St. Clair DE - 71 Jesse Turnbow DT Linebacker - 52 Dick Ambrose MLB - 60 Bob Babich MLB - 55 Dave Graf OLB - 59 Charlie Hall OLB - 86 Gerald Irons OLB - 56 Robert Jackson MLB - 57 Clay Matthews Jr. OLB Defensive Back - 28 Ron Bolton CB/FS - 27 Thom Darden FS - 21 Oliver Davis CB - 47 Ricky Jones SS - 40 Tom London - 20 Tony Peters SS - 24 Randy Rich CB - 22 Clarence Scott CB Special Team - 12 Don Cockroft K - 8 Johnny Evans P/QB |
| Legenda - I rookie sono in corsivo. - Il primo ruolo è il principale mentre gli eventuali successivi indicano i ruoli secondari. - (IR) sta per Injured Reserve ed indica la lista ristretta per un solo giocatore infortunato che può tornare ad allenarsi dopo la settimana 6 e a rientrare in prima squadra dopo che questa ha giocato 8 partite. - (NF-Inj.) / (NF-Ill.) stanno rispettivamente per Non-Football Injured e Non-Football Illness ed indicano le liste dove viene inserito un giocatore che ha un infortunio o una malattia non dipendente dal football americano. - (PUP) sta per Physically Unable to Perform ed indica la lista dove viene inserito un giocatore mentre è in attesa di recuperare la condizione fisica. Nella stagione regolare dopo la sesta partita giocata dalla propria squadra, il giocatore ha tempo tre settimane per riprendere ad allenarsi, più tre settimane aggiuntive dal suo rientro agli allenamenti per rientrare in prima squadra. |

## Calendario
| Stagione regolare |              |                        |           |        |                               |          |         |
| Turno             | Data         | Avversario             | Risultato | Record | Stadio                        | Pubblico | Sintesi |
| 1                 | 3 settembre  | San Francisco 49ers    | V 24–7    | 1–0    | Cleveland Municipal Stadium   | 68,973   | Recap   |
| 2                 | 10 settembre | Cincinnati Bengals     | V 13–10   | 2–0    | Cleveland Municipal Stadium   | 72,691   | Recap   |
| 3                 | 17 settembre | at Atlanta Falcons     | V 24–16   | 3–0    | Atlanta–Fulton County Stadium | 56,648   | Recap   |
| 4                 | 24 settembre | at Pittsburgh Steelers | S 9–15    | 3–1    | Three Rivers Stadium          | 49,573   | Recap   |
| 5                 | 1 ottobre    | Houston Oilers         | S 13–16   | 3–2    | Cleveland Municipal Stadium   | 72,776   | Recap   |
| 6                 | 8 ottobre    | at New Orleans Saints  | V 24–16   | 4–2    | Louisiana Superdome           | 50,158   | Recap   |
| 7                 | 15 ottobre   | Pittsburgh Steelers    | S 14–34   | 4–3    | Cleveland Municipal Stadium   | 81,302   | Recap   |
| 8                 | 22 ottobre   | at Kansas City Chiefs  | S 3–17    | 4–4    | Arrowhead Stadium             | 41,157   | Recap   |
| 9                 | 29 ottobre   | Buffalo Bills          | V 41–20   | 5–4    | Cleveland Municipal Stadium   | 51,409   | Recap   |
| 10                | 5 novembre   | at Houston Oilers      | S 10–14   | 5–5    | Houston Astrodome             | 45,827   | Recap   |
| 11                | 12 novembre  | Denver Broncos         | S 7–19    | 5–6    | Cleveland Municipal Stadium   | 70,856   | Recap   |
| 12                | 19 novembre  | at Baltimore Colts     | V 45–24   | 6–6    | Memorial Stadium              | 45,341   | Recap   |
| 13                | 26 novembre  | Los Angeles Rams       | V 30–19   | 7–6    | Cleveland Municipal Stadium   | 55,158   | Recap   |
| 14                | 3 dicembre   | at Seattle Seahawks    | S 24–47   | 7–7    | Kingdome                      | 62,262   | Recap   |
| 15                | 10 dicembre  | New York Jets          | V 37–34   | 8–7    | Cleveland Municipal Stadium   | 36,881   | Recap   |
| 16                | 17 dicembre  | at Cincinnati Bengals  | S 16–48   | 8–8    | Riverfront Stadium            | 46,985   | Recap   |

Note: gli avversari della propria division sono in grassetto.

## Classifiche
| AFC Central            |    |    |   |      |      |      |     |     |     |
|                        | V  | S  | P | %    | CONF | DIV  | PF  | PS  | STR |
| Pittsburgh Steelers(1) | 14 | 2  | 0 | .875 | 5–1  | 11–1 | 356 | 195 | V5  |
| Houston Oilers(5)      | 10 | 6  | 0 | .625 | 4–2  | 8–4  | 283 | 298 | S1  |
| Cleveland Browns       | 8  | 8  | 0 | .500 | 1–5  | 4–8  | 334 | 356 | S1  |
| Cincinnati Bengals     | 4  | 12 | 0 | .250 | 2–4  | 2–10 | 252 | 284 | V3  |